# Magnus Troilius
Magnus Troilius, född 25 juli 1704 i Husby, död 3 augusti 1762, var en svensk hovpredikant, kontraktsprost och riksdagsman.

## Biografi
Magnus Troilius var son till sin företrädare i Husby, Jacob Troilius, och Christina Horneman, borgmästaredotter från Enköping. Han var genom fadern ättling till Stormor i Dalom, samt tillhörde samma släkt Troilius som ärkebiskoparna Samuel Troilius och Uno von Troil. Äldre brodern Jacob var kunglig sekreterare.
Vid nio års ålder sändes Troilius till Uppsala universitet med egen informator, fortsatte 1719 studierna vid Västerås gymnasium, för att sedan igen återkomma till universitetet. Tidens sed gav att man skulle lägga fram två avhandlingar innan man kunde ta magisterexamen, varav den första (pro exercitio), sågs som ett försök. Troilius behövde dock bara lägga fram en disputation, Specimen philosophicum de theoria praxi destituta cujus partem priorem, vilken han försvarade för Eric Alstrin 1732, och blev för detta verk magister docens i de matematiska vetenskaperna.
Han prästvigdes 1736 i Västerås, sedan han av ärkebiskop Johannes Steuchius utsetts till legationspredikant i Konstantinopel. Vid riksdagen 1738 inlämnades två memorial av Troilius angående behovet av att bygga upp kyrkan i Konstantinopel. Två år senare återkom han till Sverige och blev kungens ordinarie hovpredikant, och 1745 fick han kunglig fullmakt på Husby där han 1751 blev prost och 1760 kontraktsprost. Han deltog som representant för prästeståndet i Västerås stift vid riksdagarna 1747, 1751, 1756 och 1760, samt var vice preses 1758 och 1759 ordinarie preses för prästmötet.
Troilius var gift med sin släkting Margareta Elisabeth Swedelia, vars bror Pehr Svedelius var professor i Uppsala. Sonen Samuel Troilius blev bergsråd, dottern Anna Brita Troilia blev mor till juris doktor, RNO Daniel Magnus Schedwin, dottern Elisabeth blev mor till Gustaf Magnus Mallmin, dottern Margareta Christina var gift med hovpredikanten Lars Hydrén och svärmor till Anders Eric Afzelius.